# Elatine
Elatine es uno de los dos géneros en la familia de plantas Elatinaceae. Contiene alrededor de 25 especies de  plantas anuales o perennes que se encuentran en las zonas húmedas de todo el mundo.

## Descripción
Son hierbas anuales o perennes. Tallos erectos o postrados. Hojas opuestas o verticiladas, enteras. Estípulas diminutas, membranáceas. Flores pequeñas, solitarias o en grupos de 2-5, axilares, pedunculadas o sésiles, trímeras o tetrámeras. Sépalos soldados en la base, obtusos, membranáceos. Pétalos libres, obovados. Ovario ovoide, estilos diminutos. Cápsula subglobosa, ligeramente deprimida en la parte superior. Semillas numerosas, reticuladas, con costillas longitudinales y estrías transversales, de amarillo-parduscas a negruzcas.

## Taxonomía
El género fue descrito por Carolus Linnaeus  y publicado en Species Plantarum 1: 367–368. 1753.
Etimología
Elatine: nombre genérico que deriva de un antiguo nombre griego por alguna planta rastrera baja (?) Umberto Quattrocchi dice de los orígenes de este nombre: "De elatine ( elate 'el pino, el abeto, barco, Abies , ' elatinos 'del pino o abeto, de pino o abeto'), antiguo nombre griego utilizado por Dioscórides y Plinio el Viejo.

## Especies seleccionadas
- Elatine ambigua - Asia
- Elatine americana - América
- Elatine brachysperma
- Elatine californica - California
- Elatine chilensis - Chile
- Elatine heterandra - mosquito
- Elatine hexandra - seis estambres
- Elatine hydropiper - ocho estambres
- Elatine minima -
- Elatine rubella - southwestern waterwort
- Elatine triandra - tres estambres